# 花湖镇
花湖镇，是中华人民共和国湖北省鄂州市鄂城区下辖的一个乡镇级行政单位。邻近黄石市花湖街道。

## 行政区划
花湖镇下辖以下地区：
八斗畈社区、八庙村、白龙村、东庙村、华山村、刘钊村、阮湾村、永华村和胄山村。